# Klodiana Shala
Klodiana Shala (* 22. August 1979 in Tirana) ist eine albanische Leichtathletin.
Shala nahm 2000, 2004 und 2008 an Olympischen Spielen teil; 2000 und 2008 schied sie im 400-Meter-Lauf im Vorlauf aus, 2004 im 400-Meter-Hürdenlauf. 2012 war sie für den 200-Meter-Lauf qualifiziert, konnte aber wegen einer Verletzung nicht starten. Bei den Mittelmeerspielen 2005 in Almería gewann sie über 400 Meter in 53,23 Sekunden die Bronzemedaille hinter der Griechin Dimitra Dova und der Französin Phara Anarchasis. Über 400 Meter Hürden lief sie zweimal persönliche Bestzeit und lag lediglich neun Hundertstelsekunden hinter dem dritten Platz. Im Jahr darauf stellte sie bei den Europameisterschaften in Göteborg zuerst über 400 Meter und dann auch über 200 Meter persönliche Bestleistungen auf; über 200 Meter erreichte sie das Halbfinale.
Bei einer Körpergröße von 1,68 Meter wiegt Shala im Wettkampf 52 Kilogramm. Sie startet für den MC Alger in Tirana.

## Doping
Klodiana Shala geriet unter Dopingverdacht und wurde Anfang Februar 2020 von der unabhängigen Integritätskommission AIU des Weltleichtathletikverbandes World Athletics vorläufig suspendiert, da eine frühere Probe positiv auf das verbotene Steroid Stanozolol getestet wurde. Im Februar 2021 wurde eine definitive Sperre bis 2. Februar 2022 verhängt.

## Bestleistungen
- 100 Meter: 11,67 Sekunden (24. Juli 2006 Tirana)
- 200 Meter: 23,55 Sekunden (10. August 2006 Göteborg)
- 400 Meter: 52,86 Sekunden (8. August 2006 Göteborg)
- 400 Meter Hürden: 56,48 Sekunden (29. und 30. Juni 2005 Almería)

Alle ihre Bestleistungen waren albanischer Landesrekord.